# Екоцентризам
Екоцентризам је израз који се користи у еколошко - политичкој филозофији који поставља природу у центар система вредности, насупрот људском тј. антропоцентричном систему вредности. Оправдање за екоцентризам се налази у онтолошком уверењу.

## Порекло термина
Екоцентризам је замислио, коју је први пут споменуо Алдо Леополд и признао је да су све врсте, укључујући људе, производ дугог еволутивног процеса и међусобно су повезане у њиховим живоима. Писмена дела Алда Леополда и његова идеја о одговорном управљању животном средином су кључни елемент ове филозофије. Екоцентризам се фокусира на биотичке факторе у целини и настоји да одржи састав екосистема и еколошке процесе.

## Позадина
Еколошка мисао и различите гране еколошког покрета често су подељене на два различита мишљења: они који се сматрају антропоцентричним или „оријентисаним на човека“ и они који се сматрају биоцентричним или „оријентисаним на живот“. Ова подела је  описана и као "плитка" екологија насупрот "дубокој" екологији. Екоцентризам се може посматрати као један ток мишљења унутар екологије, политичког и етичког покрета који настоји заштитити и побољшати квалитет природног окружења и кроз поновну процену човековог односа према природи.